# Lista de unidades federativas do Brasil por PIB (2010)
Abaixo segue a lista das unidades federativas do Brasil por produto interno bruto (PIB) referente ao ano de 2010.

## Lista de unidades federativas do Brasil por PIB

Mapa dos estados brasileiros segundo o PIB em 2010. Em bilhões de reais:

| + 500 + 120 + 90 | + 60 + 30 até 30 |

| Posição                | Posição                  | Estado              | PIB em R$ mil (2010) |
| Dados relativos a 2010 | Mudança comparada a 2009 | Estado              | PIB em R$ mil (2010) |
| ---------------------- | ------------------------ | ------------------- | -------------------- |
| 1                      | (0)                      | São Paulo           | 1.247.596.000        |
| 2                      | (0)                      | Rio de Janeiro      | 407.123.000          |
| 3                      | (0)                      | Minas Gerais        | 351.381.000          |
| 4                      | (0)                      | Rio Grande do Sul   | 252.483.000          |
| 5                      | (0)                      | Paraná              | 217.290.000          |
| 6                      | (0)                      | Bahia               | 154.340.000          |
| 7                      | (1)                      | Santa Catarina      | 152.482.000          |
| 8                      | (1)                      | Distrito Federal    | 149.906.000          |
| 9                      | (0)                      | Goiás               | 97.576.000           |
| 10                     | (0)                      | Pernambuco          | 95.187.000           |
| 11                     | (0)                      | Espírito Santo      | 82.122.000           |
| 12                     | (0)                      | Ceará               | 77.865.000           |
| 13                     | (0)                      | Pará                | 77.848.000           |
| 14                     | (1)                      | Amazonas            | 59.779.000           |
| 15                     | (1)                      | Mato Grosso         | 59.600.000           |
| 16                     | (0)                      | Maranhão            | 45.256.000           |
| 17                     | (0)                      | Mato Grosso do Sul  | 43.514.000           |
| 18                     | (1)                      | Rio Grande do Norte | 32.339.000           |
| 19                     | (1)                      | Paraíba             | 31.947.000           |
| 20                     | (0)                      | Alagoas             | 24.575.000           |
| 21                     | (1)                      | Sergipe             | 23.932.000           |
| 22                     | (1)                      | Rondônia            | 23.561.000           |
| 23                     | (0)                      | Piauí               | 22.060.000           |
| 24                     | (0)                      | Tocantins           | 17.240.000           |
| 25                     | (1)                      | Acre                | 8.477.000            |
| 26                     | (1)                      | Amapá               | 8.266.000            |
| 27                     | (0)                      | Roraima             | 6.341.000            |

## Lista de regiões do Brasil por PIB

Mapa das regiões brasileiras segundo o PIB em 2010. Em reais:

| + 2 trilhões + 1 trilhão + 500 bilhões | + 300 bilhões + 200 bilhões + 100 bilhões |

| Posição                | Posição                  | Região              | PIB em R$ mil (2010) |
| Dados relativos a 2010 | Mudança comparada a 2009 | Região              | PIB em R$ mil (2010) |
| ---------------------- | ------------------------ | ------------------- | -------------------- |
| 1                      | (0)                      | Região Sudeste      | 2.088.221.000        |
| 2                      | (0)                      | Região Sul          | 622.255.000          |
| 3                      | (0)                      | Região Nordeste     | 507.502.000          |
| 4                      | (0)                      | Região Centro-Oeste | 350.596.000          |
| 5                      | (0)                      | Região Norte        | 201.511.000          |